# Francisco Javier Amérigo

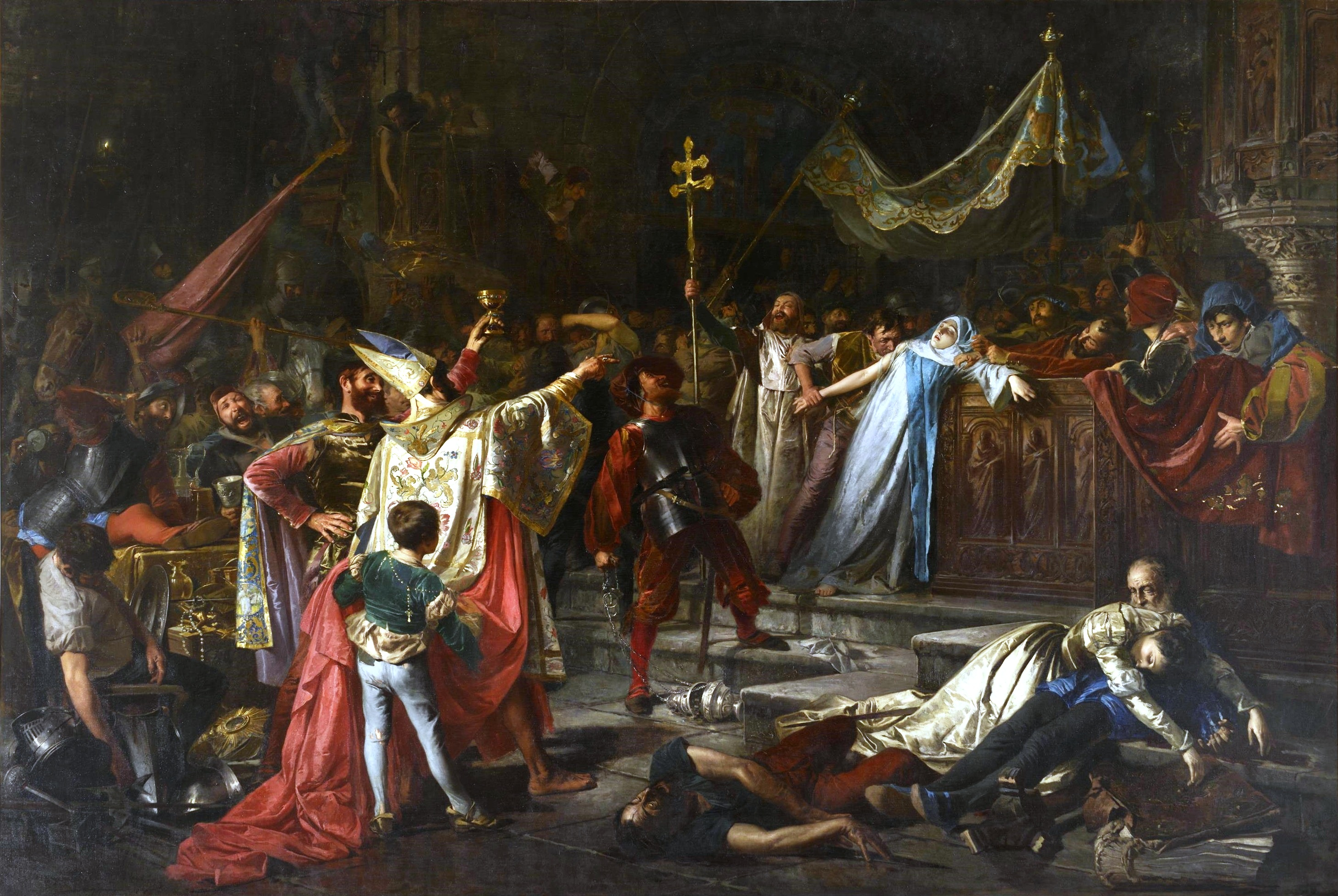
Del saqueo de Roma, de Francisco Javier Amérigo y Aparici. 1887. (Museo del Prado, Madrid).

Francisco Javier Amérigo y Aparici (Valencia, 1842-Madrid, 1912) fue un pintor español.

## Biografía
Amérigo y Aparici se formó inicialmente a la Real Academia de Bellas Artes de San Carlos de Valencia, donde fue discípulo de Francisco Martínez Yago (padre de Salvador Martínez Cubells, con quién hizo amistad). Tiempo después se formó en la Real Academia de Bellas Artes de San Fernando en Madrid y de aquí marchó a Roma en 1865, donde conoció a Eduardo Rosales y Mariano Fortuny.
Fue desde Roma desde donde envió la pieza Un Viernes Santo en el Coliseo de Roma, con la que ganó la medalla de segunda clase en la Exposición Nacional de Bellas artes de 1876. El año siguiente, y coincidiendo con su retorno a España, presentó la obra Del Saqueo de Roma con la que ganó la medalla de primera clase. Esta obra la dedicó a su amigo Víctor Balaguer con la dedicatoria Al gran poeta Balaguer- su admirador- Amérigo, a quien le regaló la pieza para su incipiente colección de la Biblioteca-Museo.
Posteriormente, en 1892, obtuvo el mismo premio con la obra Derecho de Asilo. 
Amérigo fue autor también de pinturas religiosas, como por ejemplo las del techo de la Real Basílica de San Francisco el Grande de Madrid y diseñó escenografías para el Teatro Martín de Madrid.